# Plicofollis
Plicofollis is een geslacht van straalvinnige vissen uit de familie van christusvissen (Ariidae).

## Soorten
- Plicofollis argyropleuron (Valenciennes, 1840)
- Plicofollis dussumieri (Valenciennes, 1840)
- Plicofollis magatensis (Herre, 1926)
- Plicofollis nella (Valenciennes, 1840)
- Plicofollis platystomus (Day, 1877)
- Plicofollis polystaphylodon (Bleeker, 1846)
- Plicofollis tenuispinis (Day, 1877)
- Plicofollis tonggol (Bleeker, 1846)